# Balla, noia, balla
 Balla, noia, balla  (original: Dance, Girl, Dance) és una pel·lícula estatunidenca dirigida per Dorothy Arzner, estrenada el 1940. Ha estat doblada al català.

## Argument
Judy O'Brien és una jove ballarina de ballet. Comparteix cartell al costat de la seva amiga, Bubbles, que vol fer carrera en la paròdia. Quan el grup s'ha de separar, decideixen fer carrera juntes, però tot es complica quan s'enamoren del mateix home, un ric hereu que acaba de ser abandonat per la seva dona-
Malgrat un pressupost reduït, aquesta comèdia dramàtica musical aguanta perfectament el pas del temps, sobretot gràcies a les interpretacions de la commovedora Maureen O'Hara, i sobretot de Lucille Ball, futura superestrella de la telecomèdia "I Love Lucy", que compon aquí un personatge cínic a cor què vols cor què desitges.

## Repartiment
- Maureen O'Hara: Judy O'Brien
- Louis Hayward: Jaes 'Jimmy' Harris Jr.
- Lucille Ball: Bubbles / Tiger Lily White
- Virginia Field: Elinor Harris
- Ralph Bellamy: Steve Adams
- Maria Uspénskaia: Lydia Basilova
- Mary Carlisle: Sally
- Katharine Alexander: Miss Olmstead
- Edward Brophy: Dwarfie Humblewinger
- Walter Abel: Jutge
- Emma Dunn: Mrs. Simpson
- Sidney Blackmer: Puss in Boots
- Ludwig Stossel: Cesar
- Ernest Truex: Bailey
- Gino Corrado (no surt als crèdits): Gino

## Distinció
- 2007: National Film Preservation Board